# 1209
سنة 1209 كانت سنة بسيطة تبدأ يوم الخميس (الرابط يظهر نموذج التقويم الكامل للسنة) من التقويم اليولياني.

## أحداث
- تأسيس مدينة موتريكو وتقع حاليا في إسبانيا.

افتتاح جامعة كامبريدج.

## مواليد
- حاج بكتاش ولي.
- سانشو الثاني ملك البرتغال.
- صدر الدين القونوي.
- مونكو خان.

## وفيات
- فخر الدين الرازي.
- نظامي الكنجوي.